# 胁野智和
胁野智和（日语：／ Wakino Tomokazu，1976年12月1日—），日本男子射箭运动员，曾就读于自卫队体育学校。他曾代表日本参加2006年亚洲运动会射箭比赛，获得男子个人反曲弓银牌。